# Schnarüm
Schnarüm ist ein Ortsteil der Gemeinde Schalksmühle im Märkischen Kreis im Regierungsbezirk Arnsberg in Nordrhein-Westfalen (Deutschland).

## Lage und Beschreibung
Der Wohnplatz befindet sich an der Landesstraße 692 bei der Anschlussstelle Lüdenscheid-Nord der Bundesautobahn 45 unmittelbar an der Stadtgrenze zu Lüdenscheid.
Nachbarorte auf dem Schalksmühler Gemeindegebiet sind Heedfeld, Amphop, Kuhlenkeppig, Sterbecke und Worth, auf Lüdenscheider Stadtgebiet Eggenscheid, Dickenberg, Rathmecke, Kaukenberg und Römerweg.

## Geschichte
Schnarüm gehörte bis zum 19. Jahrhundert der Midder Bauerschaft des Kirchspiels Hülscheid an. Ab 1816 war der Ort Teil der Gemeinde Hülscheid in der Bürgermeisterei Halver im Kreis Altena, 1818 lebten acht Einwohner im Ort. Der laut der Ortschafts- und Entfernungs-Tabelle des Regierungs-Bezirks Arnsberg als Hof kategorisierte Ort besaß 1839 zwei Wohnhäuser, eine Fabrikationsstätte bzw. Mühle und zwei landwirtschaftliche Gebäude. Zu dieser Zeit lebten neun Einwohner im Ort, allesamt evangelischen Bekenntnisses.
Bei Schnarüm kreuzten sich im 19. Jahrhundert zwei überörtliche Straßen, von denen zwei Äste als Landesstraße 692 ausgebaut und klassifiziert sind. 1844 wurde die Gemeinde Hülscheid mit Schnarüm von dem Amt Halver abgespaltet und dem neu gegründeten Amt Lüdenscheid zugewiesen.
Der Ort ist auf der Preußischen Uraufnahme von 1840 unter dem Namen Schnarüm verzeichnet. Ab der Preußischen Neuaufnahme von 1892 ist der Ort auf Messtischblättern der TK25 als Schnarüm verzeichnet.
Die Gemeinde- und Gutbezirksstatistik der Provinz Westfalen führt 1871 den Ort unter dem Namen Schnarüm mit drei Wohnhäuser und 17 Einwohnern auf.  Das Gemeindelexikon für die Provinz Westfalen gibt 1885 für Schnarüm eine Zahl von 25 Einwohnern an, die in zwei Wohnhäusern lebten. 1895 besitzt der Ort zwei Wohnhäuser mit 24 Einwohnern, 1905 werden zwei Wohnhäuser und 18 Einwohner angegeben.
1969 wurden die Gemeinden Hülscheid und Schalksmühle zur amtsfreien Großgemeinde (Einheitsgemeinde) Schalksmühle im Kreis Altena zusammengeschlossen und Schnarüm gehört seitdem politisch zu Schalksmühle, das 1975 auf Grund des Sauerland/Paderborn-Gesetzes Teil des neu geschaffenen Märkischen Kreises wurde.
1971 wurde die direkt am Ort vorbeitrassierte Bundesautobahn 45 eröffnet und die Anschlussstelle Lüdenscheid-Nord  mündet bei Schnarüm in die Landesstraße 692.